# ويس كاتلر
ويس كاتلر هو لاعب كرة قدم كندية كندي، ولد في 17 فبراير 1911 في تورونتو في كندا، وتوفي بنفس المكان في 10 يونيو 1956.